# Breaking German Navy Ciphers
Breaking German Navy Ciphers (BGNC) ist ein englischsprachiger Blog zum Thema Kryptologie, der sich hauptsächlich dem Bruch verschlüsselter deutscher Marine-Funktelegramme (FTs) widmet.

## Geschichte

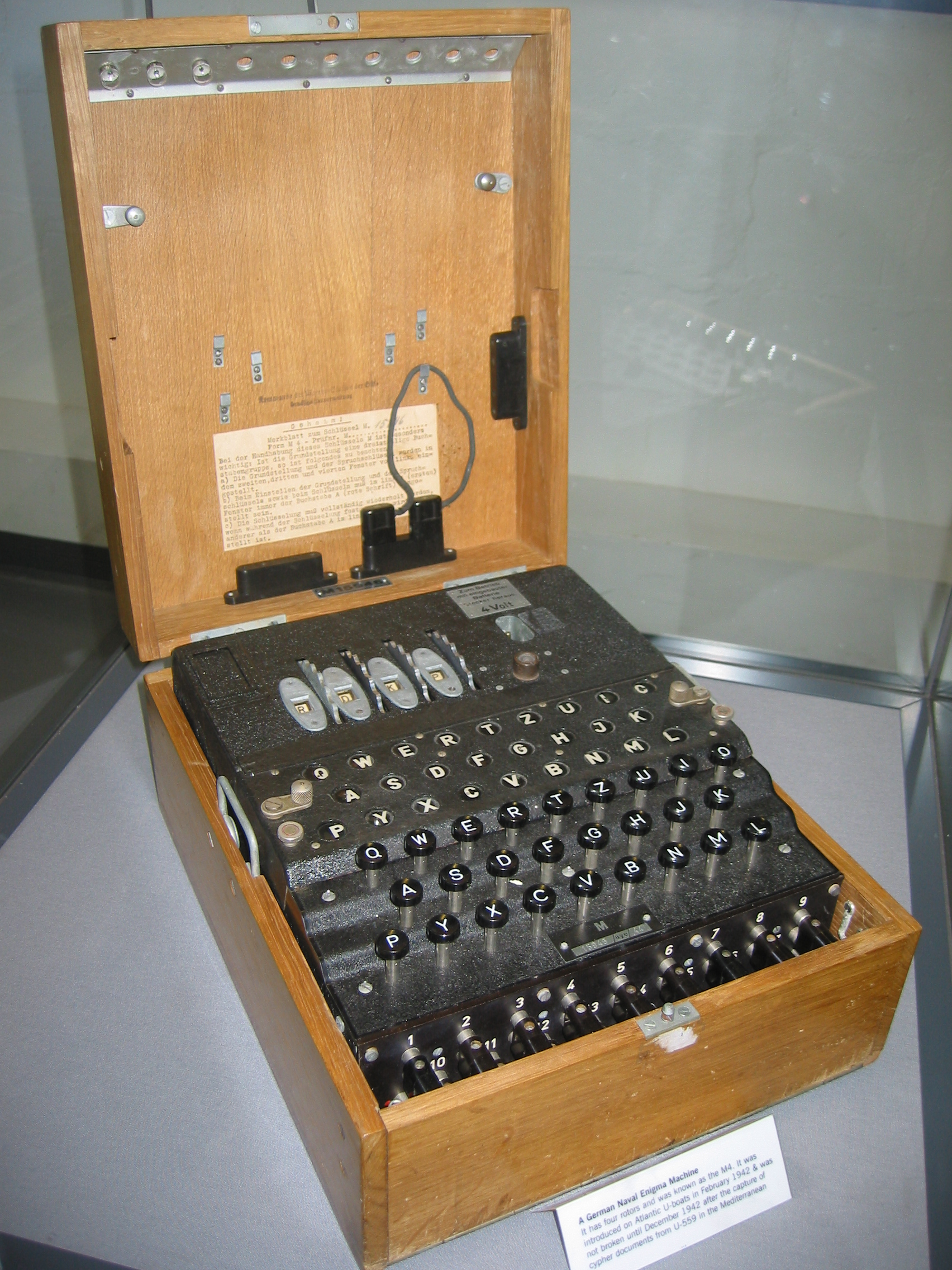
Die von den deutschen U-Booten eingesetzte Schlüsselmaschine Enigma-M4 ist kryptographisch stärker als die Enigma I.

Das Projekt wurde im Jahr 2012 durch Michael Hörenberg aus Singen ins Leben gerufen. Selbstgestecktes Ziel ist die Entzifferung von authentischen Funksprüchen aus der Zeit des Zweiten Weltkriegs. Diese wurden zumeist mit der Rotor-Chiffriermaschine Enigma verschlüsselt, wobei die Kriegsmarine, insbesondere die deutschen U-Boote, im Gegensatz zu den anderen Wehrmachtteilen, ab 1942 ein Modell verwendete, dass sich durch vier Walzen (außer der Eintritts- und der Umkehrwalze) auszeichnete, genannt Enigma-M4, im Jargon auch als Schlüssel M Form M4 bezeichnet.
Aufgrund der Verwendung von vier Walzen sind Marine-FTs schwieriger zu brechen als die von Heer und Luftwaffe mithilfe der Enigma I (mit nur drei Walzen) verschlüsselten Funksprüche. Dennoch gelang dies in mehr als 70 Fällen, in denen teilweise zum ersten Mal seit dem Krieg Original-Nachrichten wieder lesbar gemacht werden konnten.
Neben der Enigma-M4, werden auch vergleichsweise einfachere Maschinenschlüssel und auch Handschlüssel attackiert. Dazu gehören die Enigma-M3, Vorläuferin der M4, sowie die Enigma-D, die beispielsweise mit besonderer Walzenverdrahtung während des Spanischen Bürgerkriegs (1936–1939) von den durch Deutschland unterstützten „Nationalisten“ unter General Francisco Franco eingesetzt wurde. Ferner gelang der Bruch von Funksprüchen, die mithilfe des Reservehandverfahrens (R.H.V.) verschlüsselt worden waren.
Der Blog zeichnet sich ferner dadurch aus, dass eine Fülle von authentischen Dokumenten, beispielsweise Schlüsseltafeln, wie die Doppelbuchstabentauschtafeln, Schlüsselzettel und Handbücher präsentiert werden.